# Bonanza, Región Autónoma del Atlántico Norte
Bonanza là một khu tự quản thuộc tỉnh Región Autónoma del Atlántico Norte, Nicaragua. Khu tự quản Bonanza có diện tích 1898 ki lô mét vuông. Đến thời điểm năm 2005, huyện Bonanza có dân số 18633 người.